# Dichotomius nobilis
Dichotomius nobilis là một loài bọ cánh cứng trong họ Bọ hung (Scarabaeidae).